# Zarza la Mayor (kommun)
Zarza la Mayor är en kommun i Spanien.   Den ligger i provinsen Provincia de Cáceres och regionen Extremadura, i den västra delen av landet, 270 km väster om huvudstaden Madrid. Antalet invånare är 1 409.